# Diplopteraster multipes
Diplopteraster multipes är en sjöstjärneart som först beskrevs av Michael Sars 1866.  Diplopteraster multipes ingår i släktet Diplopteraster och familjen knubbsjöstjärnor.

## Underarter
Arten delas in i följande underarter:
- D. m. patagiatus
- D. m. multipes